# 新高级防护巡洋舰
新高级防护巡洋舰（日本海军名称）是旧日本海軍自行设计、建造的一级防护巡洋舰。本级最大的特点是完全没有装备鱼雷；这种设计理念同样也影响到了稍后设计、建造的音羽。不过日本海军很快就放弃了这种激进的思想，在日俄战争结束后建造的利根上再次恢复了鱼雷武装。
本级各舰建成后都参加了日俄战争和第一次世界大战。1922年首舰新高在俄罗斯东部沿海遭遇风暴，触礁沉没；而对马则长期驻扎在中国，保护日本在华利益，直到1944年方才作为靶舰被击沉。

## 设计与概述

### 背景
1901年（明治34年），日本海军在甲午战争后制定的第二期海军扩张计划中，预定建造两艘三等巡洋舰，用以满足海军日益繁重的护航需求。此即本级两舰。后来日本海军进一步决定裁减小型军舰建造数量，再添建第三艘（即日后的音羽），但因为财政紧张，经费捉襟见肘，这也影响到了本级两舰，建造时均屡次出现经费腾挪左支右绌之事。
本级一开始打算继续沿用机车式锅炉，后修改设计，改用尼克劳斯式水管锅炉。法国巴黎尼克劳斯公司负责所需锅炉的生产，制造商报价为单舰66万法郎。设计更改带来的后果就是费用大幅度上升，现场人员估算需要增加大约15万日元的支出，然而因为各种原因，真正申报所需缺额为10万日元，另外5万日元要求舰体承建工厂靠尽量节省花销来弥补。1901年（明治34年）7月16日，舰政部门人员向上汇报单舰主机费用40万日元、锅炉34万余日元，总计75万余；而每舰预算仅有65万多点，差额将近10万日元。8月14日，有关方面紧急批准为每舰额外拨款10万日元。
然而经费不足一直困扰着两舰的建造工作。到了1903年（明治36年），之前一直强行压下来的欠费问题终于集中爆发。当年9月29日，首舰新高的承建方横须贺海军工厂提出申请，要求增加拨款。当初所设想的依靠节约来省钱的方法完全不可行，各种实际费用均超出预期：外购的锅炉及管道超支约1万日元，而人工费和材料费上涨又超出了1万日元，林林总总加起来总共缺口达7万日元。同年10月10日，二号舰对马的承建方吴海军工厂也传来消息，蒸发器及附属装置采购预算为10万5000日元，实际上低估了价格，需要再申请7万日元。日本海军迫不得已，削减了8艘鱼雷艇的建造数量，才勉强填补上了这个经费窟窿。

### 设计

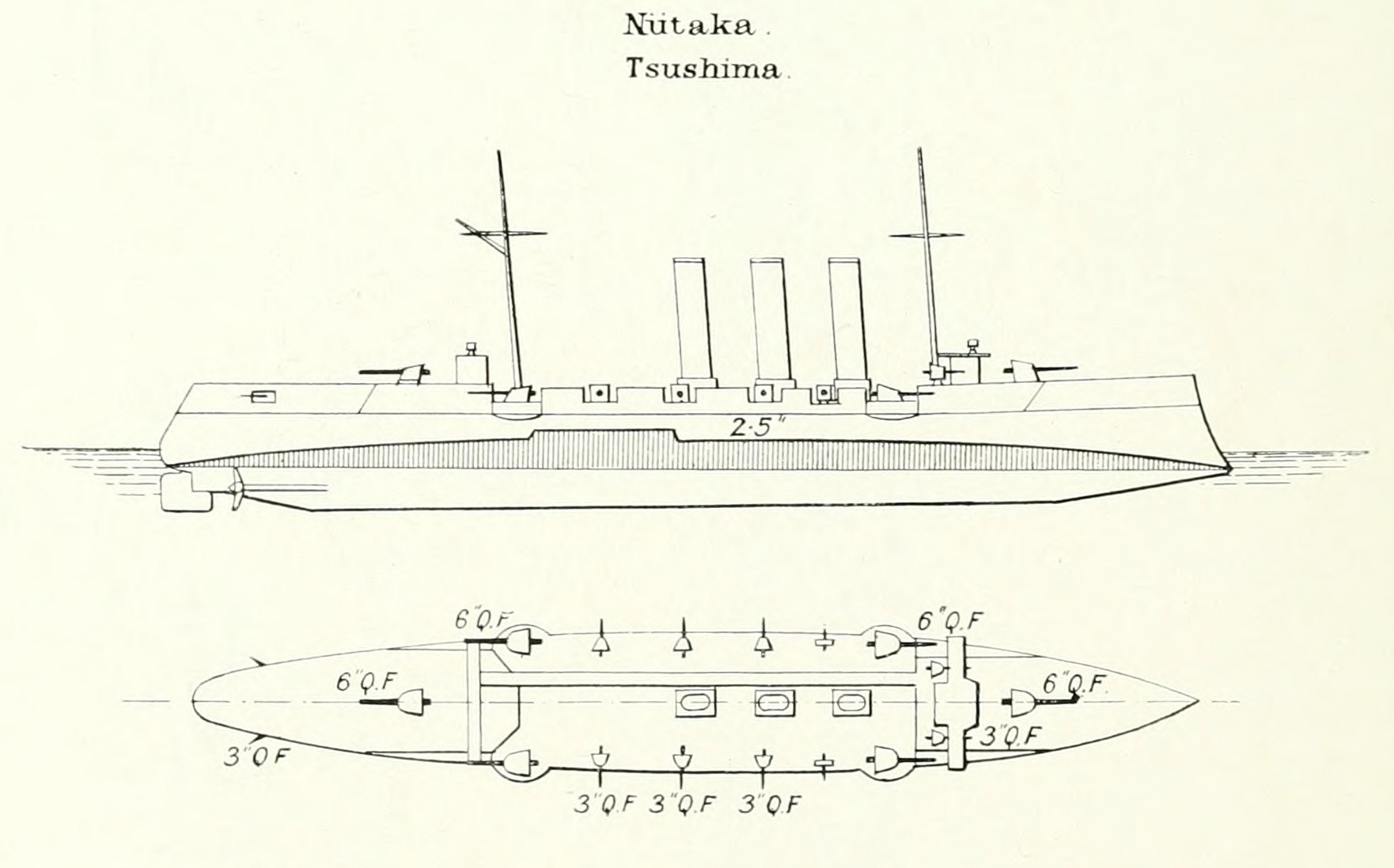
1902年《布拉西海军年鉴》所刊载的线图，能看到6英寸主炮和76毫米副炮的大概布置

本级全长102.0米、宽13.44米、吃水4.92米，设计排水量3420吨。本级的设计基本上是早前日本国产巡洋舰須磨的放大版。由于本级吨位比起须磨增加了不少，因而防护能力要更为优秀一些；而且重心也更低，使得适航性也更好一些。动力方面，本级舰体较大，因此不再使用须磨所装备的机车式锅炉；而是改为16座尼克劳斯式水管锅炉。海试时，二号舰对马在自然通风下行驶3小时，平均航速20.48節（37.93每小時）节，实际出力6,316匹馬力（4,710千瓦特）。总体来说，本级性能优于不少同时代的防护巡洋舰。
本级主炮为6门40倍径单装6英寸（152）速射炮，艏艉各一门，最大旋转角度左右各60度共120度，仰角12度；上层建筑4角各一门。副炮为10门40倍径76毫米炮，其中8门分左右布置在舷侧，另有两门布置在船艏楼两边、舰艏6英寸炮后方两侧。轻型火力则为4门47毫米山内式速射炮。本级武器装备最值得一提的是舰上完全没有装备鱼雷发射管。有鉴于美西战争中鱼雷的低可靠性和高殉爆风险，舰政局造船课认为毫无防护的鱼雷发射管对于军舰自身有着巨大的危险，故而本级一开始就没有考虑搭载鱼雷。
防护方面，甲板的水平部分为38毫米，倾斜部分为76毫米。

## 同级舰
| 舰名 | 名称来源             | 建造厂         | 起工           | 下水           | 服役          | 简历                                                                                   |
| ---- | -------------------- | -------------- | -------------- | -------------- | ------------- | -------------------------------------------------------------------------------------- |
| 新高 | 新高山（今台湾玉山） | 横须贺海军工厂 | 1901年1月7日   | 1902年11月15日 | 1904年1月27日 | 日俄战争（仁川海战、对马海峡海战） 第一次世界大战护航 1922年因为风暴触礁沉没           |
| 对马 | 对马国               | 吴海军工厂     | 1901年10月10日 | 1902年12月15日 | 1904年2月14日 | 日俄战争（宗谷海战、对马海峡海战） 第一次世界大战护航 1939年除籍，1944年作为靶舰被击沉 |